# Józef Klonowski (1901–1967)
Józef Klonowski (29 sierpnia 1901 w Berlinie, 29 kwietnia 1967 w Poznaniu) – polski entomolog amator, kapelmistrz.

## Życiorys
Studiował w Wyższej Szkole Handlowej w Poznaniu (obecnie Uniwersytet Ekonomiczny w Poznaniu). Równocześnie w tym samym czasie pobierał naukę na studiach w muzycznym konserwatorium kończąc je w roku 1937 z dyplomem kapelmistrza.
Zatrudniony został w Filharmonii Poznańskiej jako koncertmistrz grając na wiolonczeli.
Jako amator-biolog prowadził obserwacje w Wielkopolskim Parku Narodowym. Tam w latach 1960-67 zbierał i prowadził hodowlę motyli, czego efektem był zbiór liczący 3300 okazów z 472 gatunków. Całość jego zbioru odkupił od niego Zakład Zoologii Systematycznej i Doświadczalnej PAN w Krakowie.